# Château des Poiriers
Le château des Poiriers à Loigné-sur-Mayenne en Mayenne.

## Désignation
- Les Périers (1502) ;
- Les Periers (1540) ;
- Les Poiriers (XVIIe siècle).

## Histoire
Ce fief relevait de la seigneurie de Château-Gontier.

## Les seigneurs des Poiriers
- En 1506, on signale le lieu et appartenances des Périers que possédaient Bertrand de la Corbière[1].  Il vend, vers 1520, le domaine des Periers à Jean Doublard.
- Antoine Amys du Ponceau, président en l’élection de Château-Gontier ;
- René du Laurent, chevalier, 1702  ;
- Jules Simon, écuyer, seigneur de Kerviou.
- Dans la première moitié du XIXe siècle, les  Poiriers appartiennent à la famille Laumaillé qui remanie complètement le château.
- Léon Laumaillé, maire de Loigné-sur-Mayenne en 1871, frère d'Albert Laumaillé.

## Source
« Château des Poiriers », dans Alphonse-Victor Angot et Ferdinand Gaugain, Dictionnaire historique, topographique et biographique de la Mayenne, Laval, A. Goupil, 1900-1910 [détail des éditions] (BNF 34106789, présentation en ligne)